# Tesla (cráter lunar)
Tesla es un cráter de impacto lunar que se encuentra en la cara oculta de la Luna, justo al sureste del H. G. Wells, de mayor tamaño. Alrededor de un diámetro al suroeste de Tesla se halla Kidinnu, y al sureste se localiza Van Maanen.
|  |

Tesla, con forma de cuenco, presenta un perímetro circular. Un par de pequeños cráteres yacen sobre su pared interior meridional, pero el por lo demás carece de impactos relevantes. Solo unos pocos impactos minúsculos marcan el suelo y los lados restantes.
El cráter lleva el nombre del inventor serbio estadounidense Nikola Tesla.

## Cráteres satélite

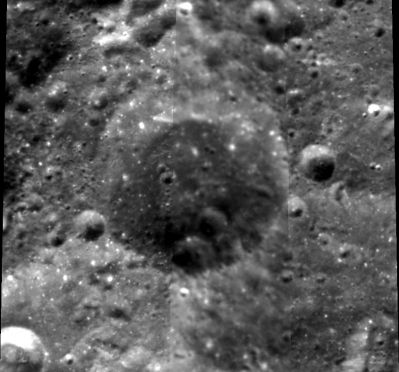
Fotografía de la misión Clementine (1994)

Por convención estos elementos son identificados en los mapas lunares poniendo la letra en el lado del punto medio del cráter que está más cercano a Tesla.
|       | \| Tesla \| Coordenadas \| Diámetro \| \| ----- \| ------------------------------ \| -------- \| \| J \| 37°12′N 126°42′E / 37.2, 126.7 \| 18 km \| |          |
| Tesla | Coordenadas | Diámetro |
| J     | 37°12′N 126°42′E / 37.2, 126.7 | 18 km    |